# 바르도시 샨도르
바르도시 샨도르 이슈트반(헝가리어: Bárdosi Sándor István, 1977년 4월 29일~)은 헝가리의 전직 레슬링 선수이다. 2000년 하계 올림픽에서 남자 그레코로만형 미들급에서 은메달을 획득했으며 세계 선수권 대회에서 동메달 1개를 획득했다.
레슬링 선수 은퇴 후에는 스모와 종합격투기 선수로 활동했다.